# Cleonymia coerulescens
Cleonymia coerulescens är en fjärilsart som beskrevs av Schwingenshchuss 1935. Cleonymia coerulescens ingår i släktet Cleonymia och familjen nattflyn. Inga underarter finns listade i Catalogue of Life.